# Tsering Woeser
Tsering Woeser (Chéng WénsàT, 程文萨)P (Lhasa, 21 luglio 1966) è un'attivista, blogger e scrittrice tibetana.
È una dei pochi autori tibetani a scrivere in cinese sulle problematiche sociali del suo Paese, un modo questo per superare le barriere spaziali e linguistiche e raggiungere indistintamente sia il popolo tibetano che quello cinese.

## Biografia
Woeser nacque a Lhasa da madre tibetana e padre in parte tibetano e in parte di etnia Han. Suo nonno, anch'egli di etnia Han, fu un ufficiale nell'Esercito Nazionale di Kuomintang, mentre suo padre fu un alto ufficiale nell'Esercito Popolare di Liberazione. Da bambina la sua famiglia si trasferì a Kham, nell'area est della provincia di Sichuan. Qui, per volere del nonno, ricevette un'educazione prettamente cinese e atea.
Nel 1988 si laureò alla Southwest University for Nationalities a Chengdu con una tesi in letteratura cinese. Lavorò come reporter a Kardzé e più tardi a Lhasa, per poi trasferirsi nel 2003 a Pechino a causa di problemi politici dopo la pubblicazione del suo saggio Notes on Tibet.
Woeser è sposata con Wang Lixiong, un noto autore cinese specialista delle questioni tibetane. Entrambi sostengono la causa delle minoranze etniche e sono impegnati nella sensibilizzazione dell'opinione pubblica su questi temi. Fa parte del Tibet’s Chinese Writers’ Group una piccola élite di autori Tibetani che scrivono in cinese.

## Carriera
Woeser è l'autrice del libro Notes on Tibet (西藏笔记; Xīzàng Bǐjì), una raccolta di 38 storie brevi pubblicate dalla Huacheng Publishing House a Guangzhou, nelle quali dimostra una certa simpatia per il Dalai Lama. Per la direzione del General Bureau of Journalism and Publication il libro fu ritenuto un'offesa alla Cina. Contro la scrittrice furono mosse le accuse di idolatria nei confronti del XIV Dalai Lama, di incoraggiamento all'osservanza e al credo della religione, di nostalgia verso il vecchio Tibet. Il Tibet Information Network cita fonti sconosciute secondo cui il libro sarebbe stato bandito dal governo nel settembre 2003.
Secondo UNPO, subito dopo le accuse ricevute, Woeser fu anche licenziata dal suo lavoro come editrice presso il Xizang Wenxue (Letteratura Tibetana), un giornale in lingua cinese di Lhasa, e perse lo status di work unit. Radio Free Asia riporta che continuò a postare vari poemi e articoli dall'appartamento di Pechino nei suoi due blog: Maroon Map (绛红色的地图), visitato - secondo l'autrice - principalmente da tibetani, e il Woeser blog, visitato principalmente da appartenenti all'etnia Han (A ottobre 2016 il blog risulta visitato da oltre 5 milioni di utenti). Secondo RFA, il 28 luglio 2006, entrambi i blog sarebbero stati chiusi per ordine del governo, apparentemente in risposta a dei post nei quali Woeser espresse i suoi ringraziamenti per gli auguri di compleanno da parte del Dalai Lama toccando anche altri argomenti sensibili. In quell'occasione Woeser dichiarò che avrebbe continuato a scrivere e parlare.
Tsering Woeser difese le azioni del popolo tibetano durante la ribellione del 2005, sostenendo che Zhao Erfeng, alto ufficiale del Governo imperiale Qing, invase la regione "fermando brutalmente le proteste dei tibetani" ed elencando una serie di atrocità da lui commesse.
Nel 2006 pubblicò Forbidden memory. Tibet during the Cultural Revolution, una raccolta di foto e interviste nelle quali denunciò i danni che l'occupazione cinese del Tibet ha causato a livello culturale, nonostante le promesse di un "abbagliante nuovo Tibet". Secondo Woeser mai come ora la società tibetana si trova divisa non solo tra etnie ma anche tra classi che un tempo convivevano pacificamente.
Durante le agitazioni del 2008, la scrittrice e suo marito furono messi sotto arresto per aver parlato con dei reporters. Nel dicembre 2008 furono tra i primi dei 303 firmatari al Charta 08, ai quali si sono aggiunti ad oggi migliaia di altri firmatari. Liu Xiaobo, l'autore di Charta 08, fu condannato a undici anni di prigione, e ricevette il Nobel per la pace nel 2010. Sempre nel 2008 pubblicò Tibet's True Heart: Selected Poems, un'antologia di poesie che copre vent'anni (1988-2007) di creazioni poetiche divise in 42 poemi. Grazie a quest'opera si può ripercorrere tutta la vita letteraria dell'autrice, dalla crisi identitaria e religiosa delle prime pubblicazioni fino all'impegno politico che la contraddistinguerà dal bando del 2003 ad oggi.
Nel luglio 2009 Woeser e suo marito furono due dei 100 e più firmatari di una petizione contro le autorità cinesi per chiedere il rilascio del prigioniero di etnia uigura, il professore di economia Ilham Tohti.
Nel 2011 fu premiata con il Prince Claus Awards, ma le fu vietato di ricevere il premio presso l'ambasciata danese.
Nel luglio 2014 Woeser e il marito furono arrestati dalle autorità cinesi al fine di impedire un importante incontro a Pechino con il segretario di Stato americano John Kerry. La notizia dell'arresto fu data dalla stessa scrittrice via Facebook.
Nell'aprile 2016 furono posti nuovamente sotto arresto in occasione della visita a Pechino dell'American Himalayan Foundation, un'associazione americana di aiuto verso tibetani, sherpa e nepalesi di tutta l'Himalaya, con la quale la scrittrice sostiene di non aver avuto mai contatti.

## Premi
- 2007. Riceve il premio Norwegian Authors Union awards Freedom of Expression Prize.[18]
- 2007. È insignita della medaglia per la libertà di espressione dalla Association of Tibetan Journalists.[19]
- 2010. L'International Women's Media Foundation le attribuisce il Courage in Journalism Awards.[20]
- 2011, Ottiene il Prince Claus Awards, sul tema Breaking taboos
- 2013, Riceve l'International Women of Courage Award [21]

## Opere
- Xīzàng zài shàng 《西藏在上》(Live Tibet) (Xining, Qīnghǎi rénmín chūbǎnshè 青海人民出版社 1999), Woeser's First poetry Edition
- Xīzàng Bǐjì 《西藏笔记》(Notes on Tibet) (Guangzhou, Huāchéng chūbǎnshè 花城出版社 2003), ISBN 7-5360-3831-3. Also published in Taiwan as Míng wéi Xīzàng de shī 《名为西藏的诗》 (Taiwan, Dàkuài wénhuà 大块文化 2006), ISBN 986-7291-90-5.
- Jiànghóngsè de Nímǎ Cìrén 绛红色的尼玛次仁, in: Mǎ Míngbó 马明博, Xiāo Yáo 肖瑶 (eds.): Wénhuà míngjiā huà fóyuán 文化名家话佛缘 (Beijing, Zhōngguó dàng'àn chūbǎnshè 中国档案出版社 2004), ISBN 7-80166-415-9.* Jiànghóngsè de dìtú 《绛红色的地图》 (Taiwan, Shíyīng chūbǎnshè 时英出版社 2003), ISBN 986-7762-04-5; (Beijing, Zhōngguó lǚyóu chūbǎnshè 中国旅游出版社 2004), ISBN 7-5032-2247-6.
- Bākuò Jiē de cāngsāng 八廓街的沧桑, in: Jīn Zhìguó 金志国 (ed.): Xīzàng dāngdài lǚxíngjì 西藏当代旅行记 (Lhasa, Xīzàng rénmín chūbǎnshè 西藏人民出版社 2004), ISBN 7-223-01587-X.
- Shājié. Sishi nian de jiyi jinqu《杀劫》(Forbidden memory. Tibet during the Cultural Revolution) (Taiwan, Dàkuài wénhuà 大块文化 2006), ISBN 986-7291-84-0.
- Tibet’s True Heart. Selected Poems. Dobbs Ferry, NY, 2008 (Ragged Banner Press Exzerpts), ISBN 978-0-9816989-0-8. Poems by Woeser (Weise), translated by A. E. Clark, Review 10−10−2008 (highpeakspureearth.com)